# Stazione di Mojo-Alcantara-Malvagna
La stazione di Mojo-Alcantara-Malvagna era una fermata ferroviaria posta al km 26+656 della Ferrovia Alcantara-Randazzo in corrispondenza del centro abitato di Mojo Alcantara.

## Storia
La stazione venne aperta al servizio pubblico contestualmente alla linea nel 1959. Nonostante fosse stata costruita atta ad incroci e precedenze fu presenziata sin dall'inizio da apposito agente di custodia con funzioni limitate alla eventuale vendita di biglietti ma non attivata ai fini del movimento treni.
La stazione divenne capolinea temporaneo della ferrovia a causa dell'eruzione dell'Etna del 1981 che il 18 marzo coprì, con un fronte di qualche km il binario nella località di Montelaguardia passando oltre in direzione del fiume. Dopo qualche anno di interruzione, in seguito alla ricostruzione del tracciato, la linea fu riattivata e la stazione ridivenne di passaggio.
All'inizio degli anni novanta la stazione divenne del tutto impresenziata. Chiusa definitivamente nel 2002 fu soppressa con il DM 389/2011 con cui veniva autorizzata la dismissione definitiva della linea e delle sue infrastrutture.

## Strutture e impianti
La stazione era costituita di un ampio piazzale fornito di marciapiedi sul primo e sul secondo binario, un fabbricato viaggiatori a due elevazioni e servizi adiacenti.
La stazione aveva un ampio fascio merci munito di piano caricatore, ponte a bilico da 40 t e sagoma limite. Era inoltre dotata di Torre dell'acqua e colonna idraulica di rifornimento per le locomotive a vapore.

## Movimento
Nella stazione avevano fermata tutti i treni di automotrici provenienti da Taormina-Giardini per Randazzo e viceversa; data la buona posizione della stazione il servizio viaggiatori aveva una buona consistenza (in rapporto alla dimensione del centro abitato).